# Белостокский институт благородных девиц
Институт Императора Николая I — женское образовательное учреждение (институт благородных девиц) в городе Белостоке. Первое подобное заведение в западной части Российской империи. Занимал бывший дворец Браницких.

## История
После учреждения Киевского института благородных девиц российский император Николай I повелел Министру народного просвещения С. С. Уварову и Виленскому военному губернатору князю Н. А. Долгорукову представить соображения относительно устройства главного женского института для губерний Белорусского учебного округа. Исполняя это указание, 1 февраля 1837 года Сергеем Семёновичем Уваровым совместно с Николаем Андреевичем Долгоруковым императору была предоставлена докладную записка, в которой предлагалось создание в Вильно женского образовательного учреждения, где могли бы обучаться 100 девушек: 30 казенных и 70 своекоштных пансионерок (казённые места должны были предоставляться только дочерям дворянских семей Виленской, Гродненской и Минской губерний, а также Белостокской области). Резолюция государя на указанную докладную записку гласила создать такое учебное заведение в городе Белостоке.
Высочайшее утверждение устава Белостокского института благородных девиц состоялось 6 ноября 1837 года. В нём было указано, что новое учебное заведение под своё покровительство берёт императрица Александра Фёдоровна, а для размещения института предоставляются помещения в Белостокском императорском дворце. Управление институтом осуществлялось советом, председателем которого стал Виленский генерал-губернатор. Количество воспитанниц соответствовало заявленному — 30 казенных и 70 своекоштных. Внутреннее управление учебным заведением осуществлялось назначенной начальницей. Институт разделялся на три класса, с двухгодичным курсом обучения в каждом. В конце учебного года во всех производились испытания, лучшие из учениц награждались книгами, медалями и другими ценными подарками.
Белостокский дворец (Дворец Браницких), пожалованный императором для института благородных девиц и представлявший собой здание в стиле Версальскаго дворца с садами, оранжереями, прудами и парком, был построен в 1703 году и принадлежал Браницким. В 1809 году, после присоединения Белостокской области к России, дворец с относящимися к нему землями был куплен императором Александром I и передан в ведение Министерства императорского двора. Но для размещения во дворце воспитанниц института потребовалась внутренняя перестройка помещений дворца, которая затянулась до 1841 года.
Николай I, посетивший дворец, приказал открыть его 1 октября 1841 года. Первой начальницей института, согласно Высочайшему указу, должна была стать супруга генерал-майора С. Д. Панчулидзева — Александра Ивановна Ступишина, но скоропостижно она умерла в Петербурге 27 июня 1841 года, уже сделав все приготовления для отъезда в Белосток. 14 августа начальницей Белостокского института была назначена жена полковника — Елизавета Христиановна Кошкина, жившая в Симбирске и возглавлявшая Общество милосердия симбирских дам. Однако по независящим от неё причинам Кошкина не успевала прибыть в Белосток к 1 октября, и открытие института перенесли на месяц.
Торжественное открытие Белостокского института благородных девиц состоялось 1 ноября 1841 года в присутствии Виленского генерал-губернатора, Правителя Белостокской области, Попечителя Белорусского учебного округа, всех губернских предводителей дворянства северо-западнаго края, членов Совета института и многочисленных почетных лиц города. С этого момента 1 ноября — день Святых мучеников Космы и Дамиана, ежегодно праздновался Белостокским институтом, как день основания учебного заведения.
В Российском государственном историческом архиве имеются документы, относящиеся к воспитанницам Белостокского института благородных девиц, последний выпуск которых состоялся в 1914 году. В связи с начавшейся с начавшейся Первой мировой войной институт был закрыт, его персонал и ученицы были эвакуированы в Москву.

## Начальницы института
Елизавета Христиановна Кошкина возглавляла учебное заведение до осени 1849 года, когда подала прошение об отставке. На смену её была назначена вдова Гродненского губернатора Вильгельмина Вильгельмовна Доппельмейер. После её смерти 7 апреля 1862 года временно должность начальницы института исполняла классная дама Софья Карловна фон Крит, а позже, также временно — классная дама Анна Васильевна Котляревская.
1 августа 1862 года начальницей Белостокский институт благородных девиц была назначена вдова генерал-майора Александра Ивановича Калагеорги — Екатерина Николаевна Калагеорги, урождённая княжна Манвелова.

## Классные дамы
При торжественном открытии института в 1841 году, в нём участвовали три классные дамы — госпожи Эреншильдь, Бурнашева и фон Дезен. Из сорока классных дам, трудившихся в Белостокском институте благородных девиц, четверо выслужили в нём полную пенсию и были удостоены Мариинского знака первой степени: Анна Васильевна Котляревская, Вера Владимировна Прорвич, Констанция Павловна Юрковская и Екатерина Андреевна Шепелева, которая получила воспитание в самом Белостокском институте.